# Jonna Andersson
Jonna Ann-Charlotte Andersson, född 2 januari 1993 i Högby församling, Östergötlands län, är en svensk fotbollsspelare (vänsterback) som spelar för Linköping FC. Hon har tidigare spelat för engelska Chelsea och Hammarby IF.

## Klubbkarriär
Andersson debuterade i Damallsvenskan för Linköping FC som 16-åring. Hon spelade då även som ordinarie i landslaget för 16-åringar.
I november 2017 gick Andersson till engelska Chelsea.
5 april 2022 gick Hammarby IF ut med att vänsterbacken skrivit på ett kontrakt för klubben som sträcker sig över 2024 och kommer ansluta när kontraktet med Chelsea går ut 3 augusti.
När säsongen 2024 slutade meddelade hon att hon återvänder hem till Linköping FC och kommer spela där 2025.

## Landslagskarriär
Jonna Andersson var uttagen i den trupp som representerade Sverige i de Olympiska spelen i Rio de Janeiro år 2016.
I maj 2019 blev Andersson uttagen i Sveriges trupp till Världsmästerskapet i fotboll 2019 och tog brons.
Hon medverkade även vid OS 2021(2020) och spelade varje match när landslaget tog silver.
I VM 2023 i var hon en av de tongivande spelarna när laget tog brons. 

## Meriter
- Hon blev utsedd till årets flickspelare i Östergötland 2009 av Östergötlands Fotbollsförbund[2].
- Svensk mästare 2009 (fick dock ingen medalj), 2016, 2017, 2023
- Svensk cupmästare 2014, 2015, 2023
- Mästare Women's Super League 2018, 2020, 2021, 2022
- Mästare Women's FA Cup 2018, 2021, 2022
- Mästare Women's FA League Cup 2020, 2021
- OS-silver 2016, 2021
- VM-brons 2019, 2023